# 格里亚佐韦茨区
格里亚佐韦茨区（俄语：Грязовецкий район）是俄罗斯联邦沃洛格达州下辖的一个区，其行政中心为格里亚佐韦茨。据2016年统计，该区的人口为33082人。